# Rosetta@home
Rosetta@home es un proyecto de computación distribuida para la predicción estructural proteica que se ejecuta sobre la plataforma Berkeley Open Infrastructure for Network Computing (BOINC). El proyecto es administrado por el laboratorio Baker de la Universidad de Washington. El propósito de Rosetta@home es predecir el acoplamiento proteína-proteína y diseñar nuevas proteínas con la ayuda de más de 995.053 computadores voluntarios procesando un promedio de 114,966 teraFLOPS. El videojuego Foldit de Rosetta@home aspira a lograr este objetivo con el método de crowdsourcing. Aunque gran parte del proyecto está orientado hacia la investigación básica sobre la mejora de la precisión y robustez de los métodos de la proteómica, Rosetta@Home también hace investigaciones aplicadas sobre la malaria, el mal de Alzheimer y otras patologías.
Al igual que todos los proyectos BOINC, Rosetta@home utiliza los recursos inactivos del procesador del computador voluntario para ejecutar cálculos en unidades de trabajo individuales, conocida en inglés como workunits. Los resultados finalizados son enviados al servidor central del proyecto, donde se validan y son asimilados a la base de datos del proyecto. El proyecto es multiplataforma, y se puede ejecutar en una amplia variedad de hardware. Los usuarios pueden ver el progreso de su predicción estructural proteica en el protector de pantalla de Rosetta@home.
Además de la investigación relacionada con enfermedades, la red Rosetta@home sirve como un marco de prueba para los nuevos métodos de bioinformática estructural. Estos nuevos métodos se utilizan en otras aplicaciones basadas en Rosetta, como RosettaDock y el Human Proteome Folding Project, después de haber sido desarrollado y probado suficientemente en el gran número de computadores de diferentes arquitecturas que participan en el proyecto.
Dos pruebas importantes para los nuevos métodos desarrollados en Rosetta@home son los experimentos Critical Assessment of Techniques for Protein Structure Prediction (CASP) y Critical Assessment of Prediction of Interactions (CAPRI), que se llevan a cabo cada 6 meses para evaluar el estado del arte de la predicción de estructuras proteicas y la predicción del acoplamiento proteína-proteína. Rosetta@home ha sido posicionado constantemente entre los principales predictores de acoplamiento y es uno de los mejores predictores de estructura terciaria disponible.

## Plataforma de cómputo
Tanto la plataforma de Rosetta@home como la de BOINC están disponibles para las plataformas Linux, Windows y Macintosh (sin embargo, BOINC puede correr bajo otras plataformas, como por ejemplo FreeBSD).
Los requerimientos mínimos para participar en el proyecto son una unidad central de procesamiento (CPU) con una frecuencia de reloj mínima de 500 MHz, 200 megabytes de espacio libre en el disco duro, 256 megabytes de memoria RAM y una conexión a Internet.
La aplicación utiliza HTTP estándar (Puerto 80) para la comunicación entre el cliente BOINC del usuario y los servidores de Rosetta@home ubicados en la Universidad de Washington; el HTTPS (puerto 443) se usa durante el intercambio de contraseñas.
Para el control remoto y local el cliente BOINC utiliza los puertos 31416 y 1043, los cuales deben estar desbloqueados si existe un firewall en la red.

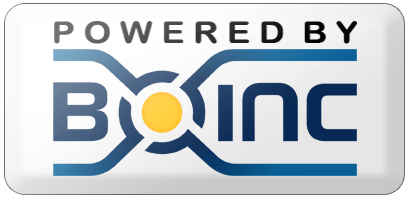
Rosetta@home ocupa BOINC como su infraestructura de cómputos.

Las unidades de trabajo, más conocidas en inglés como workunits, que contienen datos sobre cada proteína individual, se distribuyen desde los servidores ubicados en el laboratorio Baker de la Universidad de Washington hasta los computadores voluntarios de los usuarios, luego, estos calculan una predicción estructural para la proteína asignada. Para evitar dúplicas de predicciones estructurales, cada «workunit» es inicializada con un generador de números pseudoaleatorios. Esto le da a cada predicción una trayectoria única de descenso a lo largo del plano energético de la proteína. Las predicciones estructurales proteicas de Rosetta@home son una aproximación del valor mínimo del plano energético de una proteína. Este mínimo global representa la conformación energética más favorable de la proteína, en otras palabras, su estado nativo.
Una de las características principales de la interfaz gráfica de usuario (GUI) de Rosetta@home, es el protector de pantalla que muestra el progreso actual de una «workunit» durante el proceso de plegamiento proteico. En la parte superior izquierda del protector de pantalla, la proteína es visualizada adoptando diferentes formas (conformaciones) en su búsqueda por la estructura de mínima energía. Si Rosetta calcula que la energía disminuyó con una movida, ésta es aceptada y mostrada en el panel central. En el extremo superior derecho se gráfica la menor conformación de energía del modelo actual; justo debajo se encuentra la estructura real, o nativa, si es que ésta se conoce. El panel inferior lleva registro de la energía de cada movimiento aceptado. En el extremo derecho, un gráfico lleva registro de la desviación raíz cuadrada media (RMSD) (Artículo en Inglés) que mide cuan estructuralmente similar es el modelo aceptado al modelo nativo. A la derecha del gráfico de la energía aceptada y abajo del gráfico RMSD, los resultados de estas dos funciones son usados para producir un gráfico de Energía en función de RMSD mientras el modelo sigue siendo refinado progresivamente.
Como todos los proyectos BOINC, Rosetta@home corre en modo «background» en el computador del usuario, usando solo los recursos ociosos del computador. Cuando otras aplicaciones requieren recursos, Rosetta@home los libera para que el funcionamiento normal del equipo no se afecte. Para minimizar el consumo de energía o la producción de calor de un computador que corre a su máxima capacidad, el porcentaje máximo de CPU que se le permite utilizar a Rosetta@home puede ser configurado a través de las preferencias de la cuenta del usuario. El horario del día en el que se permite correr a Rosetta@home, el número de núcleos a utilizar y muchas otras configuraciones más, también pueden ser configuradas a través de la cuenta del usuario.
La versión original de Rosetta@home fue escrita en Fortran, pero más tarde fue reescrita en C++ para permitir un desarrollo más ágil del programa. Esta nueva versión orientada a objetos fue lanzada el 8 de febrero de 2008. El desarrollo del código fue hecho por Rosetta Commons. 
El software tiene licencia libre para la comunidad académica y disponible para las compañías farmacéuticas mediante el pago de una licencia.

## Importancia del proyecto
Con la proliferación de proyectos de secuenciación del genoma, los científicos pueden inferir la secuencia de aminoácido, o estructura primaria, de varias proteínas que acarrean funciones dentro de la célula. Para entender mejor la función de una proteína y ayudar en el diseño de drogas, los científicos necesitan conocer la estructura terciaria tridimensional de la proteína.

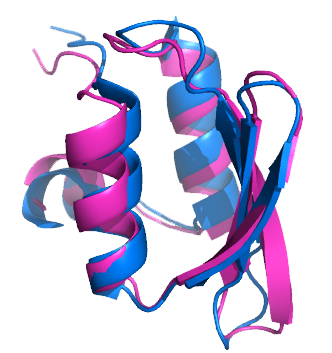
Objetivo T0281 de CASP9. La primera predicción estructural proteica a alcanzar niveles de resolución atómico. Rosetta produjo un modelo para el T0281 (superposicionado en magenta) 1,5 Å RMSD de la estructura cristalina (azul).

Las estructuras 3D de las proteínas están siendo actualmente determinadas a través de cristalografía de rayos X o espectroscopia de resonancia magnética nuclear. El proceso es lento (lleva semanas o meses deducir como cristalizar una proteína por primera vez) y tiene un alto costo (alrededor de $100.000 USD por proteína). Desafortunadamente, la rapidez con que cada nueva secuencia es descubierta es muy superior a la rapidez de la determinación de sus estructuras, hay más de 7.400.000 secuencias de proteínas disponibles en la base de datos de proteínas no-redundante NCBI y menos de 52.000 estructuras 3D proteicas han sido resueltas y depositadas en el Banco de Datos de proteínas, el repositorio principal sobre información estructural proteica. Uno de los objetivos principales de Rosetta@home es predecir la estructura 3D de una proteína con la misma precisión que los métodos existentes, pero de manera que requiera mucho menos tiempo y dinero. Rosetta@home también desarrolla métodos para determinar la estructura de acoplamiento de las proteínas de membrana (por ej: GPCR) que son excepcionalmente difíciles de analizar con cristalografía de rayos X y espectroscopia RMN, sin embargo estas proteínas siguen siendo la mayoría de los objetivos de las drogas modernas.
El desarrollo de los métodos de predicción estructural proteico es evaluado semestralmente en el experimento Critical Assessment of Techniques for Protein Structure Prediction (CASP), en donde investigadores a lo largo del mundo intentan llegar a la estructura de una proteína a partir de la secuencia de aminoácidos de esta misma. Los grupos de alto puntaje en este, algunas veces competitivo, experimento son considerados estándares de facto en la técnica de predicción estructural proteica. Rosetta, el programa el cual está basado Roseta@home, ha sido usado desde CASP5 en el 2002. En el experimento CASP6 de 2004, Rosetta hizo historia siendo el primero en alcanzar niveles de resolución atómico de la predicción estructural de la proteína ab initio en su modelo presentado en el objetivo CASP T0281. El modelamiento ab initio es considerado una categoría especialmente difícil de poder predecir, porque no usa información del alineamiento estructural y debe contar con información del alineamiento múltiple de secuencia y de modelamiento de interacciones físicas dentro de la proteína. Rosetta@home está siendo usado en CASP desde el 2006, y estuvo entre los mejores predictores en todas las categorías en CASP7. Estas predicciones de alta calidad fueron posibles gracias a la potencia de cómputos de los voluntarios. El incremento de la potencia de cómputo permite a Rosetta@home tomar más muestras de regiones del espacio de configuración (las formas posibles que puede tener una proteína), que de acuerdo a la paradoja de Levinthal, se predice que sea de incremento exponencial con la longitud de la proteína.
Rosetta@home se usa también en predicciones de acoplamiento proteína-proteína, que determina la estructura de múltiples complejos proteicos, o estructura cuaternaria. Este tipo de interacción de proteínas afectan varias funciones celulares, incluyendo vínculos antígeno-anticuerpo e inhibidores de enzimas e importación y exportación celular; determinar estas interacciones es crítico para el diseño de drogas. Rosetta es usado en el experimento denominado Critical Assessment of Prediction of Interactions (CAPRI), que evalúa el estado del arte del campo de acoplamiento de las proteínas, similar a como CASP mide progresos en la predicción de la estructura proteica. La potencia de cómputo de Rosetta@home, ha sido citada como un factor importante en el rendimiento de este en CAPRI donde sus predicciones de acoplamiento han sido entre las más exactas y completas.
A principios de 2008, Rosetta fue usado para diseñar informáticamente una proteína con una función nunca observada en la naturaleza. Fue inspirado en un artículo de alto nivel publicado en 2004 que describía originalmente el diseño computacional de una proteína con actividad enzimática mejorada con respecto a su forma natural. El artículo desarrollado por el grupo de David Baker describe como puede ser hecha la proteína con los recursos disponibles por Rosetta@home y representa una importante demostración conceptual para este método de diseño. Este tipo de diseño de proteínas podría tener aplicaciones futuras en el descubrimiento de drogas, química verde y biorremediación.

## Enfermedades abarcadas por la investigación
Además de investigaciones sobre las predicciones básicas de estructuras proteicas, diseño y acoplamiento, Rosetta@home es también usado en investigaciones relacionadas con enfermedades. En el boletín Rosetta@home de David Baker se mencionan otros proyectos menores de investigación.

### El mal de Alzheimer
Un componente del software Rosetta, RosettaDesign, fue usado para predecir con precisión que regiones de las proteínas "amiloidicas" fuesen más probables a generar fibrilas de carácter amiloide. Tomando hexapéptidos (fragmentos de seis aminoácidos) de una proteína de interés y seleccionando un modelo con la energía más baja de una estructura similar a la de una fibrila conocida de forma de hexapéptido, RossetaDesign fue capaz de identificar péptidos con dos veces la probabilidad de formar fibrilas que proteínas aleatorias. Rosetta@home fue usado en el mismo estudio para predecir estructuras para Beta-amiloides, una proteína que forma fibrilas que se ha postulado que causan el mal de Alzheimer.
Se han hecho estudios sobre proteínas diseñadas por Rosetta que podrían prevenir la formación de estas fibrilas, sin embargo se desconoce si éste pudiese prevenir la enfermedad.

### Ántrax (carbunco)
RosettaDock, otro componente de Rosetta, fue usado en conjunto con métodos experimentales para modelar las interacciones entre 3 proteínas —factor letal (LF), factor edema (EF), y antígeno protectivo (PA)— las toxinas que causan el carbunco o ántrax maligno, el modelo computacional predice con precisión los acoplamientos entre LF y PA, ayudando a establecer que dominios de las respectivas proteínas se involucran en el complejo LF-PA. Esta revelación fue eventualmente usada en investigaciones para mejorar las vacunas contra la enfermedad.

### Virus herpes simplex 1
RossetaDock fue usado para modelar el acoplamiento entre un anticuerpo (Inmunoglobulina G) y una proteína superficial expresada por el virus del herpes simple 1 (VHS-1) que sirve para degradar el anticuerpo antiviral. El complejo proteico predicho por RosettaDock coincidió con los modelos experimentales que son particularmente difíciles de obtener, por esto los principales investigadores concluyeron que el método de acoplamiento tiene el potencial de abordar algunos de los problemas que la cristalografía de rayos X tiene con el modelamiento de las interfaces proteína-proteína.

### VIH/HIV
Como parte de una investigación subvencionada por $19,4 millones de dólares realizada por la fundación Bill y Melinda Gates, Rosetta@home ha sido usada para diseñar múltiples posibles vacunas para el virus de la inmunodeficiencia humana (VIH).

### La malaria
En las investigaciones relacionadas con la iniciativa Grand Challenges in Global Health (Artículo en Inglés), Rosetta también se ha ocupado para diseñar informáticamente las proteínas endonucleasa homing, que podría erradicar Anopheles gambiae o de otra manera hacer el mosquito incapaz de transmitir la malaria. Siendo capaz de modelar y alterar las interacciones entre la ADN y las proteínas, tales como las endonucleasa homing, le dan a los métodos de diseño proteico computacional como Rosetta un papel importante en terapias genéticas (que incluye posibles tratamiento para el cáncer).

## Historia del desarrollo y sus divisiones
Introducido originalmente por el laboratorio Baker en 1998 como un enfoque ab initio a las predicciones estructurales, Rosetta se ha dividido en varias fuentes de desarrollo y distintos servicios. El nombre de la plataforma Rosetta deriva de un artefacto egipcio antiguo denominado Piedra de Rosetta, ya que intenta descifrar el "significado" estructural de las secuencias de aminoácidos de las proteínas. Más de 7 años después de la primera aparición de Rosetta, el proyecto Rosetta@home fue publicado (fuera de Beta) el 6 de octubre de 2005. Muchos de los estudiantes de posgrado y otros investigadores involucrados en las etapas iniciales del desarrollo de Rosetta, se han trasladados a otras universidades y centros de investigación, y posteriormente mejoraron diferentes partes del proyecto Rosetta. 

### RosettaDesign

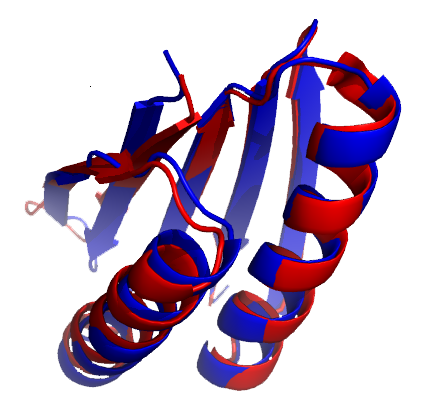
Superposición del modelo diseñado por Rosetta (rojo) para Top7 sobre su estructura cristalográfica de rayos X (azul, PDB ID: 1QYS).

RosettaDesign es un enfoque computacional al diseño de proteínas basado en Rosetta. RosettaDesign comenzó en el 2000 con un estudio en rediseñar la vía plegable de la proteína G. En 2002, RosettaDesign fue usado para diseñar Top7, una proteína de 93 aminoácido {\displaystyle \alpha }/{\displaystyle \beta } de largo que tiene un plegamiento nunca antes visto en la naturaleza. Esta nueva conformación fue prevista por Rosetta con una precisión RMSD de 1,2 Å de la estructura determinada por la cristalografía de rayos X, representando una predicción estructural inusualmente exacta. Rosetta y RosettaDesign se ganaron un extenso reconocimiento por haber sido los primeros en diseñar y predecir exactamente la estructura proteica de una proteína totalmente nueva y de tal longitud, como fue reflejado en el artículo de 2002 describiendo el enfoque doble que incitó dos letras positivas en la revista Science, y siendo citada por más de 240 artículos científicos. El producto visible de la investigación, TOP7, fue destacada como la "Molécula del Mes" del Banco de Datos de proteínas en octubre de 2006; una superposición de sus respectivos núcleos predichos (residuos 60-79) con su estructura cristalográfica de rayos X son parte del logo de Roseta@home.
Brian Khuhlman, un postdoctoral ex-afiliado del laboratorio de David Baker y ahora profesor afiliado en la Universidad de Carolina del Norte en Chapel Hill, ofrece RosettaDesign como un servicio en línea.

### RosettaDock
RosettaDock fue agregado al paquete de software durante el primer experimento CAPRI, como el algoritmo de predicción para el acoplamiento proteína-proteína del laboratorio Baker. En ese experimento, RosettaDock hizo una predicción altamente exacta para el acoplamiento entre la exótocina streptococcus pyogenes A y un canal-{\displaystyle \beta } receptor de células T, y una predicción medianamente exacta para un complejo entre el {\displaystyle \alpha }-amilasa porcina y un anticuerpo de los camélidos. Aun cuando el método RosettaDock solo hizo dos predicciones aceptablemente exactas de las siete posibles, esto fue suficiente para clasificarlo como número siete de los diecinueve mejores métodos de predicción en la primera prueba CAPRI.
El desarrollo de RosettaDock divergió en dos divisiones para los encuentros CAPRI subsiguientes cuando Jeffrey Gray, que estableció las bases para RosettaDock mientras su estadía en la Universidad de Washington, continuó trabajando en el método en la Universidad Johns Hopkins. Los miembros del laboratorio Baker siguieron desarrollando RosettaDock en la ausencia de Gray. Las dos versiones difieren ligeramente en el modelamiento de la cadena, selección de señuelos y otros aspectos. A pesar de estas diferencias, los métodos Baker y Gray tuvieron un buen desempeño en la segunda prueba CAPRI, ubicándose quinto y séptimo respectivamente de 30 grupos de predictores. El servidor RosettaDock de Jefrey Gray está disponible como un servicio de predicción libre para uso no comercial.
En octubre de 2006, RosettaDock fue integrado a Rosetta@home. El método ocupa una fase de modelo de acoplamiento crudo y rápido usando solamente la columna vertebral de la proteína. Seguido por una fase de refinamiento entero y lento del átomo completo que consiste en optimizar las orientaciones de las dos proteínas interactuantes y las interacciones de las cadenas en la interfase proteína-proteína, para encontrar la conformación de menor energía. La gran potencia de cómputos ofrecida por la red de Rosetta@home, en combinación con las representaciones revisadas del "árbol de plegamientos" para la flexibilidad de la columna vertebral de la proteína y modelamientos cíclicos, hicieron de RosettaDock sexto de 63 grupos de predicción en la tercera prueba CAPRI.

### Robetta
El servidor Robetta es un servicio de predicción estructural proteico automatizado ofrecido por el laboratorio Baker para el modelamiento ab initio y comparativo no-comercial. Ha participado como un servidor de predicción automatizado en el experimento semestral CASP desde CASP5 en 2002, desempeñándose como uno de los mejores en la categoría servidores de predicción automatizada. Robetta ha competido en CASP6 y 7, donde lo hizo mejor que el promedio entre los servidores automatizados y los grupos predictores humanos.
Desde el CASP6, para el modelamiento de estructuras proteicas, Robetta primero busca la estructura homóloga usando BLAST, PSI-BLAST y 3D-Jury, luego analiza la secuencia objetivo en sus dominios individuales, o independientemente en unidades plegables de proteínas, igualando las secuencias a familias estructurales en la base de datos Pfam. Los dominios con estructuras homólogas siguen un protocolo de "modelo basado en plantillas" (en otras palabras, un modelamiento comparativo). Aquí el programa de alineación local del laboratorio Baker, K*Sync, produce un grupo de secuencias homólogas, y cada una de estas es modelada por el método Rosetta de novo para producir un modelo. La predicción final es seleccionada tomando el modelo de menor energía determinado por una función de energía de baja resolución. Para los dominios que no tienen una estructura homóloga detectada, un protocolo de novo es seguido para cual el modelo con la energía más baja de un conjunto de modelos es seleccionado como la predicción final. Estas predicciones de dominio son luego conectadas para investigar interacciones interdominios, de nivel terciario entre las proteínas. Finalmente, las contribuciones de cadenas son modeladas usando el método de Montecarlo.
En CASP8, Robetta fue ampliado para usar un método de refinamiento de átomo completo de alta resolución, cuya ausencia fue citada como la causa principal del por qué Robetta fue menos exacto que la red Rosetta@home en CASP7.

### Foldit
El 9 de mayo de 2008, después que los usuarios sugirieron una versión interactiva del programa de computación distribuida, el laboratorio Baker públicamente distribuyó Foldit, un juego de predicción estructural en línea basada en la plataforma Rosetta. El 25 de septiembre de 2008 Foldit tuvo cerca de 59.000 usuarios registrados. El juego le da al usuario un juego de controles (p. ej: "agitar", "meneo", "reconstruir") para manipular la columna vertebral y la cadena lateral de aminoácidos de la proteína objetivo a conformaciones energéticamente más favorables. Los usuarios pueden trabajar en soluciones individualmente como "soloists" o colectivamente como "evolvers", incrementando el puntaje bajo cualquier categoría al mejorar sus predicciones estructurales. Los usuarios pueden individualmente competir con otros usuarios en una especie de "duelo", en que el jugador con la estructura de menor energía después de 20 movimientos gana.

## Comparación con otros proyectos de computación distribuida
Hay varios proyectos de computación distribuida que han estudiado áreas similares a la de Rosetta@home, pero difieren en sus enfoques investigativos.

### Folding@home
De todos los grandes proyectos de computación distribuida en el área de investigación de proteínas, Folding@home es el único que no usa la plataforma BOINC. Ambos Rosetta@home y Folding@home investigan enfermades degenerativas de las proteínas (por ej: el mal de Alzheimer) pero Folding@home lo hace de forma mucho más exclusiva. En lugar de usar métodos basados en diseño o en estructura, para predecir por ejemplo, comportamientos amiloidicos, Folding@home usa dinámica molecular para modelar como las proteínas se pliegan (o potencialmente un plegamiento incorrecto). En otras palabras, el fuerte de Folding@home es modelar el proceso del plegamiento proteico, mientras que el fuerte de Rosseta@home es el diseño computacional de las proteínas y la predicción de la estructura y acoplamiento proteico. Los dos proyectos también difieren significativamente en su poder computacional y diversidad de hardware. Promediando cerca de 9,3 petaFLOPS (9.300 teraFLOPS) con hardwares que incluyen al PlayStation 3 y unidades de procesamiento gráfico (GPU). Folding@home tiene cerca de 78 veces la potencia computacional de Rosetta@home, que promedia 120 teraFLOPS proviniendo exclusivamente de la CPU de los PCs.

### World Community Grid
Ambas la fase 1 como la fase 2 del Proyecto del Plegado del Proteoma Humano (HPF), un suproyecto del World Community Grid, han usado el programa Rosetta para hacer anotaciones estructurales y funcionales de varios genomas. Richard Bonneau, jefe científico del Proyecto del Plegado del Proteoma Humano que ahora usa Rosetta para crear bases de datos para biólogos, estuvo activo en el desarrollo original de Rosetta en el laboratorio de David Baker mientras cursaba su doctorado. Más información sobre la relación entre HPF 1, HPF 2 y Rosetta@home puede ser encontrada en el sitio web de Richard Bonneau.

### Predictor@home
Así como Rosetta@home, Predictor@home se especializa en la predicción estructural de las proteínas, Predictor@home también planea desarrollar nuevas áreas para su plataforma de computación distribuida para el diseño y acoplamiento de proteínas (usando el paquete CHARMM para la dinámica molecular) asimilándolo aún más a Rosetta@home. Rosetta@home usa el programa Rosetta para su predicción de estructura y Predictor@home usa la metodología dTASSER.
Otros proyectos de computación distribuida relacionado con las proteínas corriendo sobre BOINC son: QMC@home, Docking@home, SIMAP y TANPAKU. RALPH@home, el proyecto alfa de Rosetta@home, evalúa nuevas versiones de aplicaciones, unidades de trabajo (workunits), y actualizaciones antes de ser trasladadas a Rosetta@home. RALPH@home también corren en BOINC.

## Contribuciones voluntarias

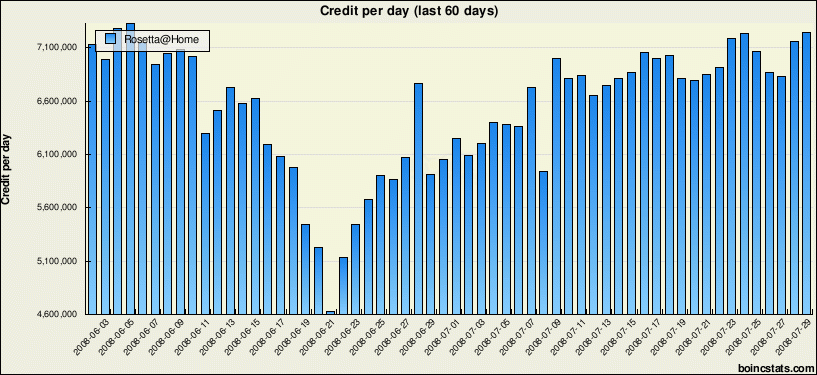
Gráfico de barras que muestra el crédito acumulativo diario para Rosetta@home sobre un periodo de 60 días, indicando su poder de cómputo durante el experimento CASP8.

Rosetta@home depende del poder de cómputo donado por los miembros unidos al proyecto. Para el 30 de noviembre de 2008, cerca de 47.000 usuarios de 161 países eran miembros activos de Rosetta@home, contribuyendo juntos un tiempo de procesamiento ocioso proviniendo de cerca de 86.000 computadores para una rapidez de cálculo promedio de 77 teraFLOPS.
Para el 6 de junio de 2011, Rosetta@home tiene 64.102 computadores activos, juntos procesando a una rapidez promedio de 113,056 teraFLOPS.
Los usuarios van obteniendo créditos BOINC como medida de sus contribuciones. El crédito obtenido por cada workunit es el número de modelos producidos por tal workunit multiplicado por el crédito promedio del todos los modelos enviados por todos los computadores para esa workunit. Este sistema cliente fue diseñado para tratar las significantes diferencias entre los créditos otorgados a usuarios ocupando el cliente estándar BOINC y un cliente BOINC optimizado, y las diferencias de créditos otorgados entre los usuarios ejecutando Rosetta@home en los sistemas operativos Linux y Windows. El monto de crédito obtenido por segundo de trabajo de CPU para Rosetta@home es por lo general menor que otros proyectos BOINC. A pesar de esta desventaja, Rosetta@home esta quinto entre 40 proyectos BOINC en términos de crédito total.
Los usuarios de Rosetta@home que predicen estructuras proteicas enviadas al experimento CASP son dadas a conocer en publicaciones científicas con respecto a los resultados. Los usuarios que predicen la estructura de energía más baja para una unidad de trabajo (workunit) son destacados en la página de inicio de Rosetta@home como el "Predictor del día" junto con el equipo que éste sea miembro. Un "Usuario del Día" es elegido aleatoriamente cada día para estar en la página de inicio, con enlaces a su perfil de Rosetta@home.

### Servicios de Rosetta en línea
- Robetta Servidor de predicción estructural proteico
- RosettaDesign Servidor de diseño proteico
- RosettaDock Servidor de acoplamiento proteína-proteína
- Esta obra contiene una traducción  derivada de «Rosetta@home» de Wikipedia en inglés, publicada por sus editores bajo la Licencia de documentación libre de GNU y la Licencia Creative Commons Atribución-CompartirIgual 4.0 Internacional.

- Datos: Q898343
- Multimedia: Rosetta@home / Q898343